# Jeroen Spaans
Jeroen Spaans (Enschede, 17 augustus 1973), is een Nederlandse roeier. Hij vertegenwoordigde Nederland bij verschillende grote internationale wedstrijden. Zo nam hij eenmaal deel aan de Olympische Spelen, maar won hierbij geen medaille.
In 2000 maakte Spaans zijn olympische debuut bij de Olympische Spelen van Sydney op het onderdeel lichte vier zonder stuurman. De olympische roeiwedstrijden vonden plaats op het Regatta Centre van Penrith Lake, een speciaal voor de Olympische Spelen aangelegde roei en kanobaan. Via de series (tweede in 6.14,37), de halve finale (vijfde in 6.03,25) moest het Nederlandse team genoegen nemen met een plaats in de kleine finale. Hier werd het team tweede in 6.05,96 en eindigde zodoende op een achtste plaats overall.
Hij was aangesloten bij de studentenroeivereniging Thêta in Eindhoven. Later ging hij werken in de informatietechnologie bij de Universiteit Twente en werd hij nationaal roeitrainer.
Spaans is getrouwd en heeft twee zonen en twee dochters.

## Palmares

### roeien (lichte twee zonder stuurman)
- 2003: 8e Wereldbeker III - 6.44,14
- 2003: 4e WK - 6.46,27
- 2004: 5e Wereldbeker III - 6.54,77

### roeien (lichte vier zonder stuurman)
- 1998: 12e Wereldbeker II - 6.23,16
- 1998: 10e WK - 6.04,12
- 1999:  Wereldbeker I - 6.13,58
- 1999:  Wereldbeker III - 6.02,40
- 1999: 7e WK - 5.56,37
- 2000: 5e Wereldbeker I - 6.21,59
- 2000: 10e Wereldbeker II - 6.46,53
- 2000: 8e Wereldbeker III - 6.09,84
- 2000: 8e OS - 6.05,96
- 2001:  Wereldbeker II - 6.13,22
- 2001: 5e Wereldbeker IV - 6.20,52
- 2002: 7e Wereldbeker I - 5.59,85
- 2002: 4e Wereldbeker II - 6.09,33
- 2002: 6e Wereldbeker III - 6.06,37
- 2002: 13e WK - 5.57,28

### roeien (lichte acht met stuurman)
- 1997: 8e WK - 5.49,64

Joris Trooster · 
Jeroen Spaans · 
Simon Kolkman · 
Robert van der Vooren